# Apotheke Weißes Roß
Die Apotheke „Weißes Roß“ steht im Stadtteil Serkowitz der sächsischen Stadt Radebeul, in der Straße des Friedens 60 gegenüber vom gleichnamigen Gasthof „Weißes Roß“ beziehungsweise Haltepunkt Weißes Roß. Sie wurde 1912 durch den Architekten Oskar Menzel entworfen und von dem Baumeister Benno Hübel errichtet.

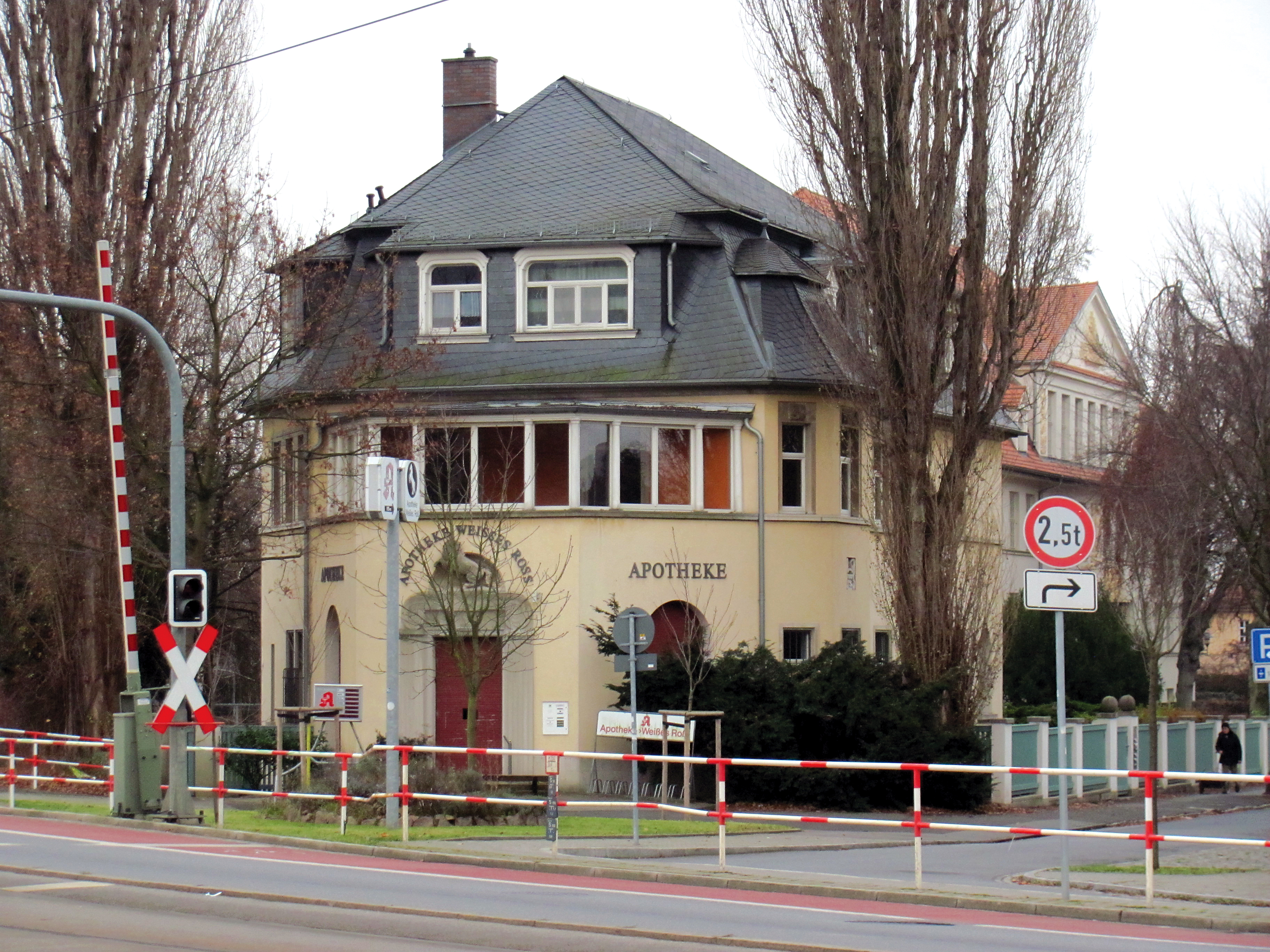
Apotheke „Weißes Roß“. Dahinter das Berufliche Schulzentrum Radebeul

## Beschreibung

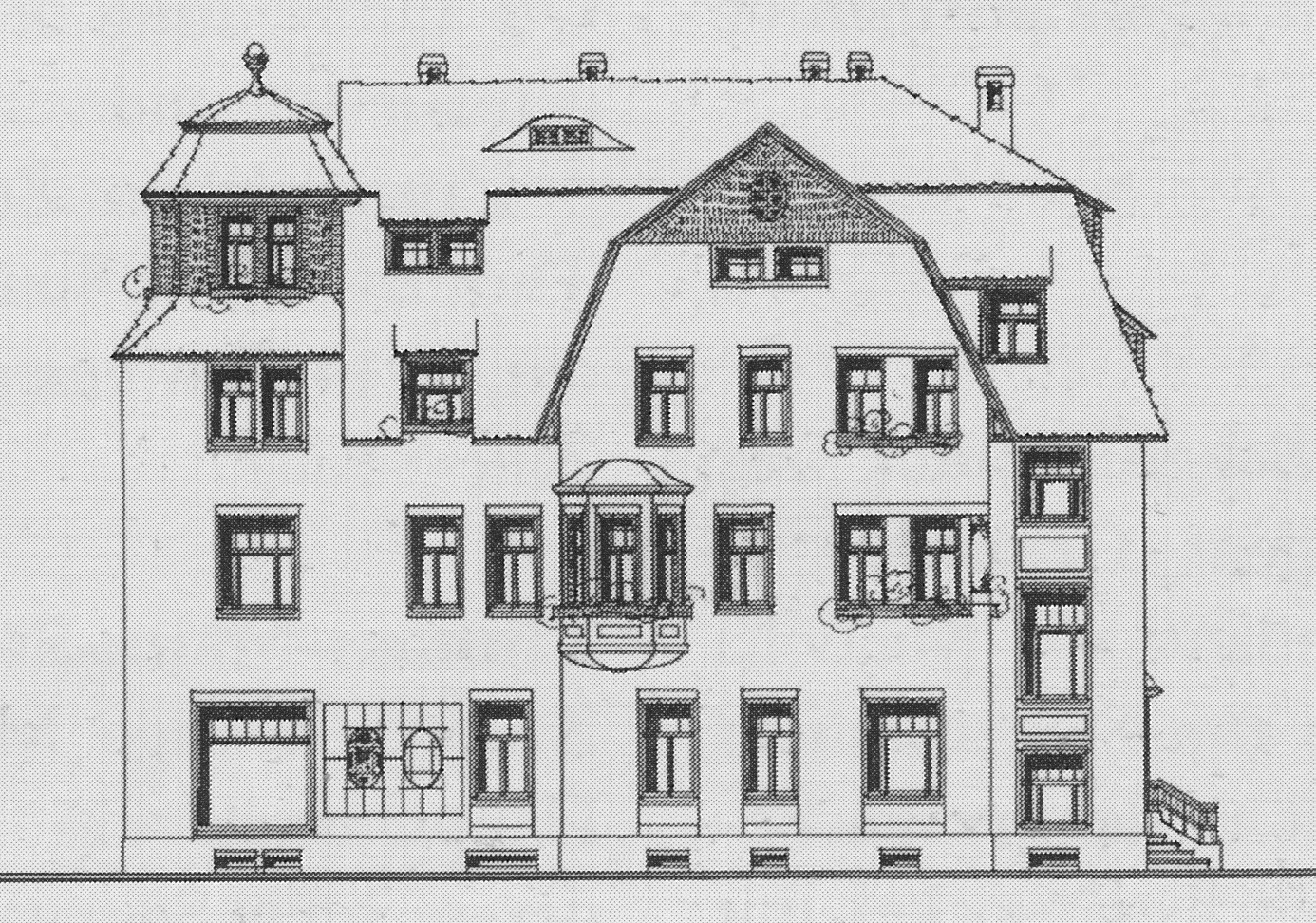
Verworfener Erstentwurf von Benno Hübel, 1912

Das mit Einfriedung und Pforte unter Denkmalschutz stehende Wohn- und Geschäftsgebäude steht auf einem spitzwinkligen Eckgrundstück Straße des Friedens/Pestalozzistraße auf der Südseite der Meißner Straße, nahe am Straßenübergang der Lößnitzgrundbahn, die die östliche Grundstücksgrenze flankiert.
Die Spitze des zweigeschossigen Gebäudes mit stark ausgebautem Mansarddach wird durch den Eingangsvorbau der Apotheke zur Meißner Straße betont, der ein Portal mit kannelierten Lisenen sowie einer sich darüber befindlichen Verdachung in Form eines ionischen Kapitells zeigt. Über diesem befindet sich eine Figur in der Form eines steigenden Pferdes, rundbogig eingerahmt von dem Hausnamen APOTHEKE WEISSES ROSS. Das Obergeschoss ist als Fensterband wie eine geschlossene Veranda ausgebildet. Die Unterkante des Fensterbandes zieht sich als Sohlbankgesims um das ganze Gebäude.
In der Straßenansicht in der Straße des Friedens befindet sich als Eingang in den Wohnbereich eine schlanke, eineinhalbgeschossige Portaleinfassung mit schlanken, kannelierten Lisenen sowie einem Flachgiebel mit Festons.
Die Fassaden des Gebäudes sind verputzt, die Gliederungen und die plastischen Teile bestehen aus hellem Muschelkalk. Die Fenster werden teilweise durch Schmuckgitter geschützt.
Die Einfriedung um den schmalen Vorgarten in der Straße des Friedens besteht aus Staketenzaunfeldern zwischen Betonpfeilern, die Eingangspfeiler sind kugelbekrönt.

## Geschichte

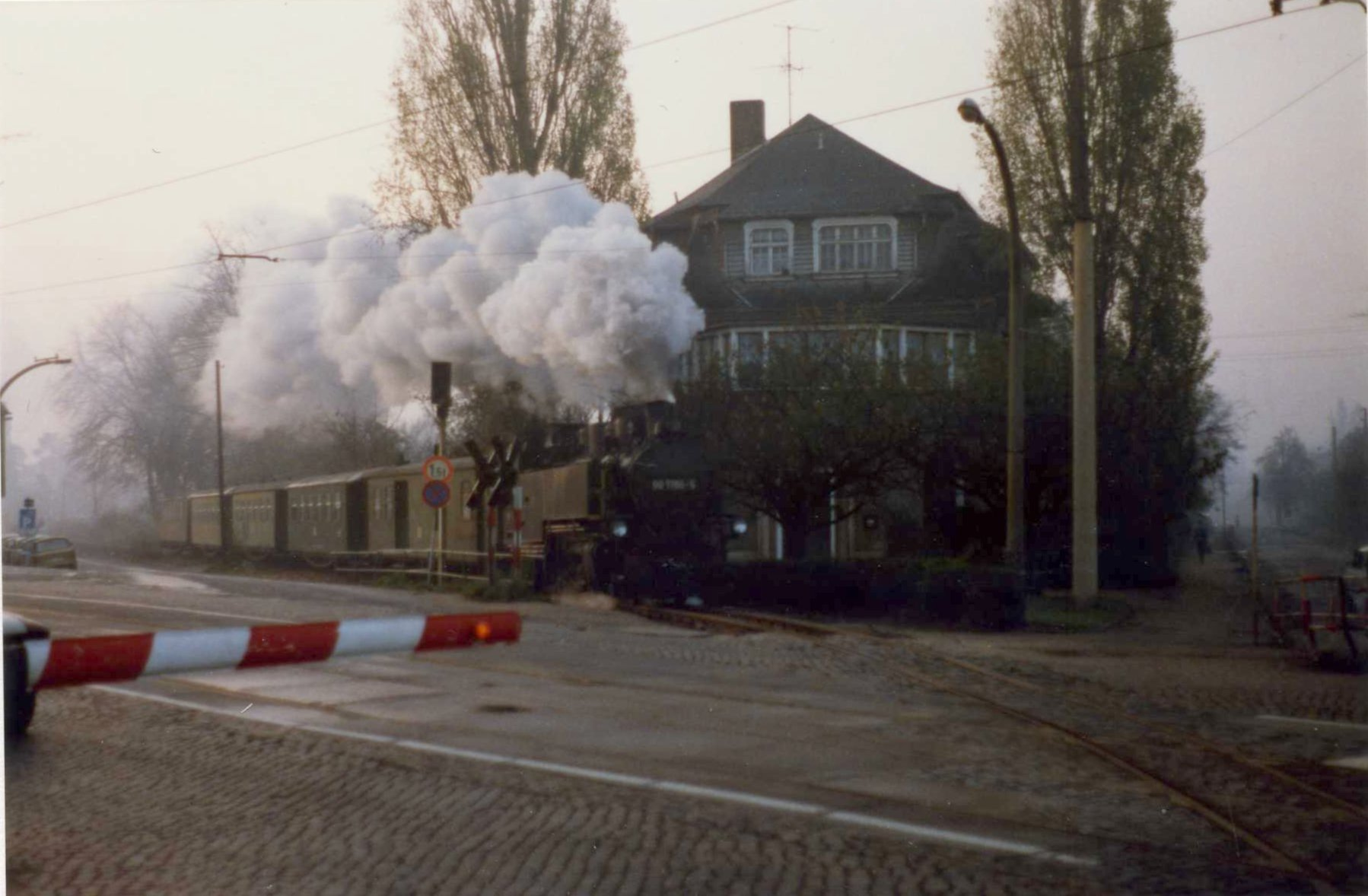
November 1989 am Straßenübergang der Lößnitzgrundbahn über die Meißner Straße mit ihren Straßenbahngleisen

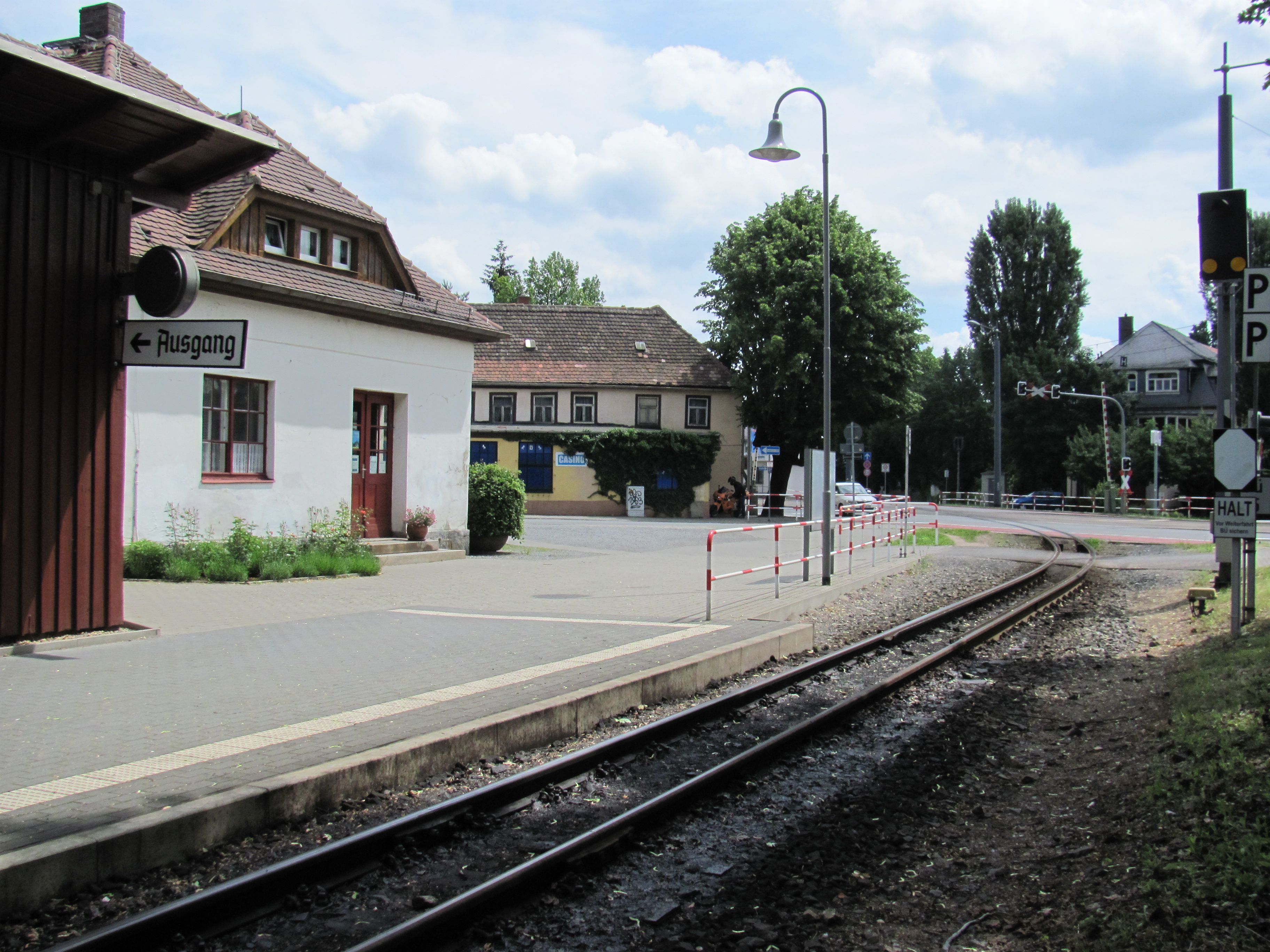
Dreimal „Weißes Roß“: Links der Haltepunkt, dann der Gasthof, rechts die Apotheke

Im März 1912 beantragte der Apotheker Richard Matthes einen dreigeschossigen Bau mit stark ausgebautem Dachgeschoss als Wohn- und Geschäftshaus für seine Apotheke, entworfen von dem Dresdner Architekten Hübel. Der Gemeindevorstand von Radebeul erachtete den Entwurf für unzulässig und wendete sich eine Woche nach Einreichung an den Landesverein Sächsischer Heimatschutz zur Begutachtung und mit der Bitte um Verbesserungsvorschläge. Im Protokoll des Landesvereins Sächsischer Heimatschutz wurde vermerkt: „Die vorliegende unglückliche Lösung liege an dem Grundstück. Grund- wie Aufrisse zeigen in praktischer, zweckmäßiger, wirtschaftlicher und ästhetischer Hinsicht Mängel. […] Auf Vorschlag der Versammlung wendet [der Bauherr] sich an Herrn Architekt Menzel.“ Ende des gleichen Monats erhielt die Bauberatungsstelle des Landesvereins von Menzel neue Entwürfe, die zur Ausführung empfohlen wurden.
Der Apotheker zog seinen ersten Bauantrag zurück und reichte die Planung von Architekt Menzel zur Genehmigung ein, die im Mai 1912 erfolgte. Der ursprüngliche Entwerfer, der Baumeister Benno Hübel, erhielt die Bauausführung, deren Fertigstellung im Oktober 1912 angezeigt wurde.